# Fritz Zohsel

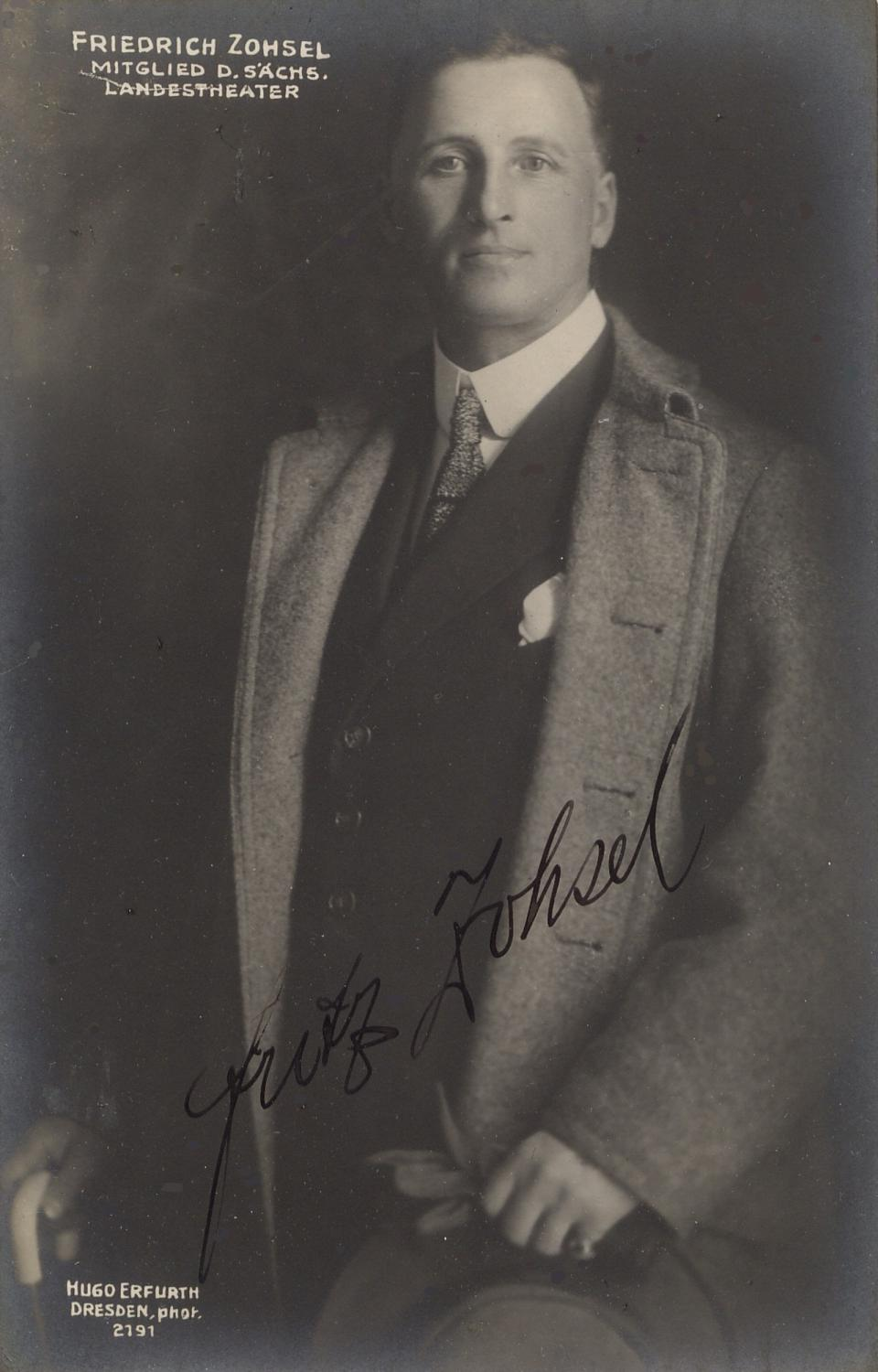
Fritz Zohsel (um 1910). Foto von Hugo Erfurth

Friedrich „Fritz“ Zohsel (* 24. Januar 1879 in Stuttgart; † 12. März 1952 in Berlin) war ein deutscher Turner und Opernsänger (Tenor).

## Leben
Friedrich Zohsel wurde 1879 in Stuttgart geboren, wo sein Vater Joseph Zohsel als „Etuis- und -Galanteriewarenfabrikant“ und die Mutter Marie Zohsel dann ab 1889 als Sprachlehrerin tätig war. Letztmals ist die Familie Zohsel im Stuttgarter Adressbuch aus dem Jahr 1893 verzeichnet. 1900 erscheint seine Mutter erstmals mit einem Eintrag als Sprachlehrerin im Adressbuch der Stadt München.
In München war Friedrich Zohsel Mitglied beim MTV München von 1879. 1903 wurde er beim Deutschen Turnfest in Nürnberg als Gewinner des Zwölfkampfs Turnfestsieger.
Beruflich begann Friedrich Zohsel als Buchhalter bei der Münchner Trambahn-Actiengesellschaft (MTAG). 1905 war er mit seiner Mutter in der Fraunhoferstraße 12 gemeldet. In dieser Zeit machte er seine Gesangsausbildung bei Jacques Stückgold, danach studierte er weiter bei Heinrich Knote.
Von 1908 bis 1911 war er noch als Opernsänger in den Münchner Adressbüchern zu finden. 1912 erschienen er und seine Mutter nicht mehr im Münchner Adressbuch.
Er debütierte 1908 am Detmolder Hoftheater, danach war er in Ulm und dann in Basel engagiert, 1911/12 in Kattowitz und 1912/13 in Görlitz. Von dort aus ging er nach Berlin. Als 1914 der Erste Weltkrieg ausbrach, musste er als Soldat an die Front und geriet in russische Kriegsgefangenschaft, aus der er erst 1919 nach Deutschland zurückkehren konnte. In den 1920er Jahren schloss er langjährige Verträge an Opernhäusern und Stadttheatern in Dresden, Chemnitz und Leipzig ab: An der Dresdner Staatsoper war er von 1919 bis 1922 engagiert, danach wechselte er ans Stadttheater Chemnitz und von 1927 bis 1930 hatte er ein Engagement in Leipzig. Danach folgte eine Zeit der Gastspiele, unterbrochen durch Engagements in Dortmund 1933/34 und Augsburg 1934/35. Aus der Zeit in Dresden stammt ein Fotoporträt des Sängers von Hugo Erfurth.
Zohsel war bis 1937 für 30 Jahre Kammersänger an der Staatsoper Berlin, bevor er dann noch bis 1945 als Bühnenvermittler aktiv war. Durch den Zweiten Weltkrieg verlor er seinen kompletten Besitz in Schlesien. Er starb 1952 in Berlin an den Folgen einer Embolie.
In seiner Zeit in Chemnitz war er 1925 in Hassan der Schwärmer von Wilhelm Kienzl zu sehen. 1928 trat er in Hermann Hans Wetzlers Die baskische Venus in Leipzig auf.